# Peder Østlund
Peder Østlund (7 mei 1872 - 22 januari 1939) was een Noors langebaanschaatser.

## Records

### Persoonlijke records
| Afstand      | Tijd    | Datum            | Baan  |
| ------------ | ------- | ---------------- | ----- |
| 500 meter    | 45,2    | 10 februari 1900 | Davos |
| 1000 meter   | 1.34,0  | 10 februari 1900 | Davos |
| 1500 meter   | 2.22,6  | 11 februari 1900 | Davos |
| 3000 meter   | 6.56,4  | 17 maart 1889    | Hamar |
| 5000 meter   | 8.51,8  | 10 februari 1900 | Davos |
| 10.000 meter | 17.50,6 | 11 februari 1900 | Davos |

### Wereldrecords
| Nr. | Afstand      | Tijd    | Datum            | Baan      |
| --- | ------------ | ------- | ---------------- | --------- |
| 1.  | 1500 meter   | 2.32,6  | 25 februari 1893 | Hamar     |
| 2.  | 1500 meter   | 2.31,4  | 24 februari 1894 | Hamar     |
| 3.  | 1500 meter   | 2.28,8  | 25 februari 1894 | Hamar     |
| 4.  | 500 meter    | 46,6    | 7 februari 1897  | Trondheim |
| 5.  | 1500 meter   | 2.23,6  | 7 februari 1898  | Davos     |
| 6.  | 1000 meter   | 1.38,0  | 16 januari 1899  | Davos     |
| 7.  | 500 meter    | 45,2    | 10 februari 1900 | Davos     |
| 8.  | 1000 meter   | 1.34,0  | 10 februari 1900 | Davos     |
| 9.  | 1500 meter   | 2.22,6  | 11 februari 1900 | Davos     |
| 10. | 10.000 meter | 17.50,6 | 11 februari 1900 | Davos     |

#### Wereldrecords laaglandbaan (officieus)
| Nr. | Afstand    | Tijd   | Datum            | Baan       |
| --- | ---------- | ------ | ---------------- | ---------- |
| 1.  | 1500 meter | 2.32,6 | 25 februari 1893 | Hamar      |
| 2.  | 1500 meter | 2.28,8 | 25 februari 1894 | Hamar      |
| 3.  | 500 meter  | 46,6   | 6 februari 1897  | Trondheim  |
| 4.  | 1000 meter | 1.40,4 | 25 februari 1899 | Kristiania |
| 5.  | 500 meter  | 46,4   | 24 februari 1900 | Kristiania |

### Adelskalender
Peder Østlund heeft twee periodes aan de top van de Adelskalender gestaan: eerst van 20 januari 1894 tot 10 februari 1894 (21 dagen) en een tweede keer van 10 februari 1900 tot 1 februari 1909 (3278 dagen). In totaal heeft Peder Østlund 3299 dagen aan de top van de Adelskalender gestaan.
Hieronder staan de persoonlijke records (PR's) waarmee Peder Østlund aan de top van de Adelskalender kwam en de PR's die hij had staan toen hij van de eerste plek verdreven werd. Tevens zijn de gegevens weergegeven van de schaatsers die voor en na hem aan de top van de lijst stonden.
| Datum      | 500 m | 1500 m | 5000 m | 10.000 m | Punten  | Voorganger / Opvolger |
| ---------- | ----- | ------ | ------ | -------- | ------- | --------------------- |
| 13-02-1893 | 50,2  | 2.41,6 | 9.15,8 | 19.42,6  | 218,776 | Rudolf Ericsson       |
| 20-01-1894 | 49,6  | 2.32,6 | 9.13,2 | 20.35,6  | 217,566 |                       |
| 10-02-1894 | 50,4  | 2.35,0 | 9.16,8 | 19.12,4  | 215,366 | Jaap Eden             |
| 23-02-1895 | 48,2  | 2.25,4 | 8.37,6 | 17.56,0  | 202,226 | Jaap Eden             |
| 10-02-1900 | 45,2  | 2.23,6 | 8.51,8 | 18.38,2  | 202,156 |                       |
| 11-02-1900 | 45,2  | 2.22,6 | 8.51,8 | 17.50,6  | 199,443 |                       |
| 01-02-1909 | 45,6  | 2.20,8 | 8.40,2 | 18.01,8  | 198,643 | Oscar Mathisen        |

## Resultaten
Tot en met 1907 werden officieel alleen de winnaars vastgesteld, daarom staan de behaalde plaatsen (anders dan de 1e) tussen haakjes.
| Jaar | EK allround | WK allround |
| ---- | ----------- | ----------- |
| 1894 | (2)         | NS4         |
| 1895 | -           | -           |
| 1896 | NS3         | -           |
| 1897 | -           | -           |
| 1898 | -           | Goud        |
| 1899 | Goud        | Goud        |
| 1900 | Goud        | NS3         |

- = geen deelname
NS3 = niet gestart bij de 3e afstand
NS4 = niet gestart bij de 4e afstand

### Medaillespiegel
| Kampioenschap | Goud | Zilver | Brons |
| ------------- | ---- | ------ | ----- |
| EK Allround   | 2    | (1)    | 0     |
| WK Allround   | 2    | 0      | 0     |

Rudolf Ericson · Peder Østlund · Jaap Eden · Oscar Mathisen · Ivar Ballangrud · Michael Staksrud · Åke Seyffarth · Nikolaj Mamonov · Hjalmar Andersen · Boris Sjilkov · Dmitri Sakoenenko · Juhani Järvinen · Knut Johannesen · Jonny Nilsson · Per Ivar Moe · Eduard Matoesevitsj · Ard Schenk · Kees Verkerk · Magne Thomassen · Hans van Helden · Vladimir Lobanov · Jan Egil Storholt · Sergej Martsjoek · Vladimir Belov · Eric Heiden · Viktor Sjasjerin · Andrej Bobrov · Nikolaj Goeljajev · Michael Hadschieff · Eric Flaim · Johann Olav Koss · Falko Zandstra · Rintje Ritsma · Gianni Romme · Jochem Uytdehaage · Chad Hedrick · Sven Kramer · Shani Davis · Patrick Roest
Onofficiële Europese kampioenschappen

1891: Onbeslist ·
1892: Onbeslist · 
1946: Göthe Hedlund 

Officiële Europese kampioenschappen

1893: Rudolf Ericson · 
1894: Onbeslist ·
1895: Alfred Næss · 
1896: Julius Seyler · 
1897: Julius Seyler · 
1898: Gustaf Estlander · 
1899: Peder Østlund · 
1900: Peder Østlund · 
1901: Rudolf Gundersen · 
1902: Johan Schwartz · 
1903: Onbeslist ·
1904: Rudolf Gundersen · 
1905: Johan Vikander · 
1906: Rudolf Gundersen · 
1907: Moje Öholm · 
1908: Moje Öholm · 
1909: Oscar Mathisen · 
1910: Nikolaj Stroennikov · 
1911: Nikolaj Stroennikov · 
1912: Oscar Mathisen · 
1913: Vasilij Ippolitov · 
1914: Oscar Mathisen · 
1922: Clas Thunberg · 
1923: Harald Strøm · 
1924: Roald Larsen · 
1925: Otto Polacsek · 
1926: Julius Skutnabb · 
1927: Bernt Evensen · 
1928: Clas Thunberg · 
1929: Ivar Ballangrud · 
1930: Ivar Ballangrud · 
1931: Clas Thunberg · 
1932: Clas Thunberg · 
1933: Ivar Ballangrud · 
1934: Michael Staksrud · 
1935: Karl Wazulek · 
1936: Ivar Ballangrud · 
1937: Michael Staksrud · 
1938: Charles Mathiesen · 
1939: Alfons Bērziņš · 
1947: Åke Seyffarth · 
1948: Reidar Liaklev · 
1949: Sverre Farstad · 
1950: Hjalmar Andersen · 
1951: Hjalmar Andersen · 
1952: Hjalmar Andersen · 
1953: Kees Broekman · 
1954: Boris Sjilkov · 
1955: Sigge Ericsson · 
1956: Jevgeni Grisjin · 
1957: Oleg Gontsjarenko · 
1958: Oleg Gontsjarenko · 
1959: Knut Johannesen · 
1960: Knut Johannesen · 
1961: Viktor Kositsjkin · 
1962: Robert Merkoelov · 
1963: Nils Egil Aaness · 
1964: Ants Antson · 
1965: Eduard Matoesevitsj · 
1966: Ard Schenk · 
1967: Kees Verkerk · 
1968: Fred Anton Maier · 
1969: Dag Fornæss · 
1970: Ard Schenk · 
1971: Dag Fornæss · 
1972: Ard Schenk · 
1973: Göran Claeson · 
1974: Göran Claeson · 
1975: Sten Stensen · 
1976: Kay Arne Stenshjemmet · 
1977: Jan Egil Storholt · 
1978: Sergej Martsjoek · 
1979: Jan Egil Storholt · 
1980: Kay Arne Stenshjemmet · 
1981: Amund Sjøbrend · 
1982: Tomas Gustafson · 
1983: Hilbert van der Duim · 
1984: Hilbert van der Duim · 
1985: Hein Vergeer · 
1986: Hein Vergeer · 
1987: Nikolaj Goeljajev · 
1988: Tomas Gustafson · 
1989: Leo Visser · 
1990: Bart Veldkamp · 
1991: Johann Olav Koss · 
1992: Falko Zandstra · 
1993: Falko Zandstra · 
1994: Rintje Ritsma · 
1995: Rintje Ritsma · 
1996: Rintje Ritsma · 
1997: Ids Postma · 
1998: Rintje Ritsma · 
1999: Rintje Ritsma · 
2000: Rintje Ritsma · 
2001: Dmitri Sjepel · 
2002: Jochem Uytdehaage · 
2003: Gianni Romme · 
2004: Mark Tuitert · 
2005: Jochem Uytdehaage · 
2006: Enrico Fabris · 
2007: Sven Kramer · 
2008: Sven Kramer · 
2009: Sven Kramer · 
2010: Sven Kramer · 
2011: Ivan Skobrev · 
2012: Sven Kramer · 
2013: Sven Kramer · 
2014: Jan Blokhuijsen · 
2015: Sven Kramer · 
2016: Sven Kramer · 
2017: Sven Kramer · 
2019: Sven Kramer · 
2021: Patrick Roest · 
2023: Patrick Roest · 
2025: Sander Eitrem